# Johannes Frutiger

Johannes Frutiger (1836–1899)

Johannes Frutiger (* 22. Juni 1836 in Basel; † 21. Mai 1899 ebenda) war ein Schweizer Kaufmann und Bankier in Jerusalem.
Eine der bedeutendsten Persönlichkeiten, die in Jerusalem in der zweiten Hälfte des 19. Jahrhunderts wirkten, war der „deutsche jüdische Proselyt Jakob Frutiger“. So wird der protestantische Schweizer Bankier Johannes Frutiger in jüdischen Quellen über Persönlichkeiten im Palästina des 19. Jahrhunderts beschrieben. Dies zeigt, dass Frutiger grosses Ansehen in der jüdischen Gesellschaft genoss, so dass sie ihn als einen der ihrigen ansah.
Frutiger, Sohn des Johann Abraham Frutiger, erhielt nach einer kaufmännischen Ausbildung eine Anstellung in der Buchhandlung und im Verlag im Fälkli zu Basel, die Christian Friedrich Spittler gehörten. 1858 kam er ins Heilige Land, um als Kaufmann im Dienste der Basler Pilgermission tätig zu sein. 1873 löste sich das Handelsgeschäft C.F. Spittlers in Jerusalem auf und Frutiger übernahm das Bankhaus, welches künftig als Bankhaus J. Frutiger & Cie. firmierte. Im Jahr 1867 heiratete Frutiger in Göppingen Marie Louise Martin. Er wurde zum bedeutendsten Bankier Palästinas und initiierte u. a. den Bau der 1892 eingeweihten ersten Eisenbahnlinie des Landes von Jaffa nach Jerusalem, die er auch finanzierte. Zudem unterstützte er zahlreiche christliche und jüdische karitative Werke. Insbesondere beteiligte er sich am Bau erschwinglicher Wohnungen für jüdische Einwanderer. Zudem engagierte Frutiger sich bei vielen deutschen Missionseinrichtungen, z. B. dem Jerusalemsverein, den Herrnhutern, dem Johanniter-Hospiz und dem Syrischen Waisenhaus. Aus gesundheitlichen Gründen kehrte er mit Familie 1894 nach Basel zurück. Er starb am 21. Mai 1899 in Basel.